# Tatjana Poesjkarjova
Tatjana Poesjkarjova (26 september 1985) is een Russische langeafstandsloopster, die gespecialiseerd is in de marathon.

## Loopbaan
Als juniore behaalde Poesjkarjova een derde plaats op de 10.000 m bij de Russische jeugdkampioenschappen. In 2009 liep ze drie marathons, waarvan ze er twee won. Ze won de marathon van San Antonio en de Rock 'n' Roll San Antonio Marathon. Een jaar later was ze ook dicht bij de eindoverwinning van de Boston Marathon. Ze liep in op de koploopster, maar finishte uiteindelijk in in 2:26.14, slechts drie seconden achter de Ethiopische Teyba Erkesso.
In 2010 moest ze genoegen nemen met een vijftiende plaats op de New York City Marathon.
Tatjana Poesjkarjova traint in Rusland en Portugal. Voordat ze professioneel ging hardlopen, was ze danseres. Ze studeerde af aan de Permsk State Pedagogical University en werd later lerares en coach. Haar man Aleksandr is eveneens een professioneel hardloper.

## Persoonlijk record
| Onderdeel | Prestatie | Datum            | Plaats      |
| --------- | --------- | ---------------- | ----------- |
| marathon  | 2:30.30   | 15 november 2009 | San Antonio |

## Palmares

### marathon
- 2008:  Siberian Marathon in Omsk - 2:34.55
- 2008: 4e Rock 'n' Roll San Antonio Marathon - 2:40.01
- 2009:  Country Music Marathon in Nashville - 2:36.44
- 2009:  Under Armour Baltimore Marathon - 2:35.45
- 2009:  Rock 'n' Roll San Antonio Marathon - 2:30.30
- 2010:  Boston Marathon - 2:26.14
- 2010: 15e New York City Marathon - 2:34.08
- 2011: 15e Boston Marathon - 2:29.20